# Nikolái Jaritónov
Nikolái Mijáilovich Jaritónov (en ruso: Николай Михайлович Харитонов; 30 de octubre de 1948) es un político ruso, miembro de la Duma Estatal desde el 11 de enero de 1994.
Anteriormente miembro del Partido Agrario, se unió al Partido Comunista en protesta por la cooperación de los agrarios con Rusia Unida en 2007.En 2004, Jaritónov se enfrentó a Vladímir Putin en las elecciones presidenciales, ocupando el segundo lugar. Se postuló para presidente por segunda vez en las elecciones presidenciales de 2024, en lo que fue una revancha contra Putin.

## Carrera política
Jaritónov fue el candidato del Partido Comunista en las elecciones presidenciales rusas de 2004.
En ese momento, algunos observadores lo percibieron como un candidato débil, carente de reconocimiento y carisma. Los rusos eran en gran medida indiferentes o inconscientes de su candidatura. Se postuló con el lema "Por la tierra nativa y la voluntad popular" y habló con frecuencia de las virtudes del leninismo. Jaritónov propuso reigir la estatua del fundador de la policía secreta soviética Félix Dzerzhinski, que anteriormente estaba frente al edificio Lubianka hasta que fue derribada en 1991.
Jaritónov fue fuertemente apoyado por el líder del partido, Guennadi Ziugánov. Muchos de los anuncios de Kharitonov mostraban a Ziugánov hablando en nombre de su candidatura. Aunque Ziugánov originalmente había querido que el partido se abstuviera de participar en las elecciones para protestar contra lo que consideraba la "naturaleza antidemocrática" de las elecciones, no pudo unir al partido en torno a la no participación y, en última instancia, apoyó a Jaritónov.
Los círculos de Vladímir Putin creían que la candidatura de Jaritónov benefició a su causa al ayudar a aumentar la participación y debilitar la cuota de voto del candidato Serguéi Gláziev. El Partido Comunista había sido asediado por feroces anuncios en su contra durante las elecciones legislativas anteriores en 2003. Sin embargo, Jaritónov escapó de anuncios similares, ya que la campaña de Putin trató de no darle una plataforma. Durante la campaña, Jaritónov amenazó con abandonar la carrera presidencial si no recibía cobertura en vivo de sus discursos tal como lo había hecho Putin. Tras sus quejas, la cadena de televisión RTR acordó transmitir la cobertura en vivo de un discurso que Jaritónov dio a sus seguidores en Tula el 4 de marzo de 2004.
Jaritónov finalmente perdió las elecciones, ocupando el segundo lugar con el 14 % de los votos.
En 2011 asumió como Presidente del Comité de la Duma Estatal para el Desarrollo de las regiones del Lejano Oriente y el Ártico.
A pesar de oponerse a muchas de las políticas internas de Putin, no se opone a la invasión rusa de Ucrania y, en consecuencia, ha sido incluido en la lista de sanciones del Reino Unido y los Estados Unidos.
Jaritónov anunció que desafiaría a Putin a una revancha en las elecciones presidenciales rusas de 2024. Reclama un cambio en la política económica y social de Rusia. Su programa incluye la introducción de un sistema fiscal progresivo, la reactivación industrial, la nacionalización de sectores estratégicos, la planificación socioeconómica, la reducción de la edad de jubilación a 55 años para las mujeres y 60 para los hombres, y el aumento del salario mínimo y las pensiones.